# Salamandra salamandra bejarae
Salamandra salamandra bejarae is een salamander uit de familie echte salamanders (Salamandridae). Het is een ondersoort van de vuursalamander (Salamandra salamandra).
De salamander is endemisch in centraal en oostelijk Spanje, in Sierra de Bejar en Salamanca.